# Katz's Delicatessen
Il Katz's Delicatessen è uno storico ristorante statunitense, situato a New York.

## Storia
Fondato nel 1888 dai Fratelli Iceland, nel 1903 con l'arrivo di Willy Katz – un immigrato ebreo proveniente dalla Russia – il ristorante, inizialmente chiamato "Iceland Brothers", fu rinominato "Iceland & Katz"; con l'arrivo di un'ulteriore membro della famiglia Katz, nel 1910, il ristorante fu ufficialmente denominato "Katz's Delicatessen". Il ristorante cucina prevalentemente piatti legati alla tradizione ebraica, e più in generale in stile casherut.
Il ristorante è celebre per aver ospitato le riprese di numerose pellicole, tra cui quella della celebre scena dell'orgasmo in Harry, ti presento Sally… (1989); per questo, il luogo è diventato meta di numerosi turisti.